# Яковлево (Орехово-Зуевский район)
Яковлево — деревня в Орехово-Зуевском муниципальном районе Московской области. Входит в состав сельского поселения Белавинское. Население — 70 чел. (2010).

## Расположение
Деревня Яковлево расположена в восточной части Орехово-Зуевского района, примерно в 17 км к юго-востоку от города Орехово-Зуево. Высота над уровнем моря 157 м.

## История
Первое упоминание деревни Яковлево имеется в переписных книгах 1678 года, где оно значится за Алексеем Терентьевичем Возницыным. По переписным книгам 1705 года деревня Яковлево значится за сыном прежнего владельца Андреем Алексеевичем Возницыным, в ней было 12 дворов.

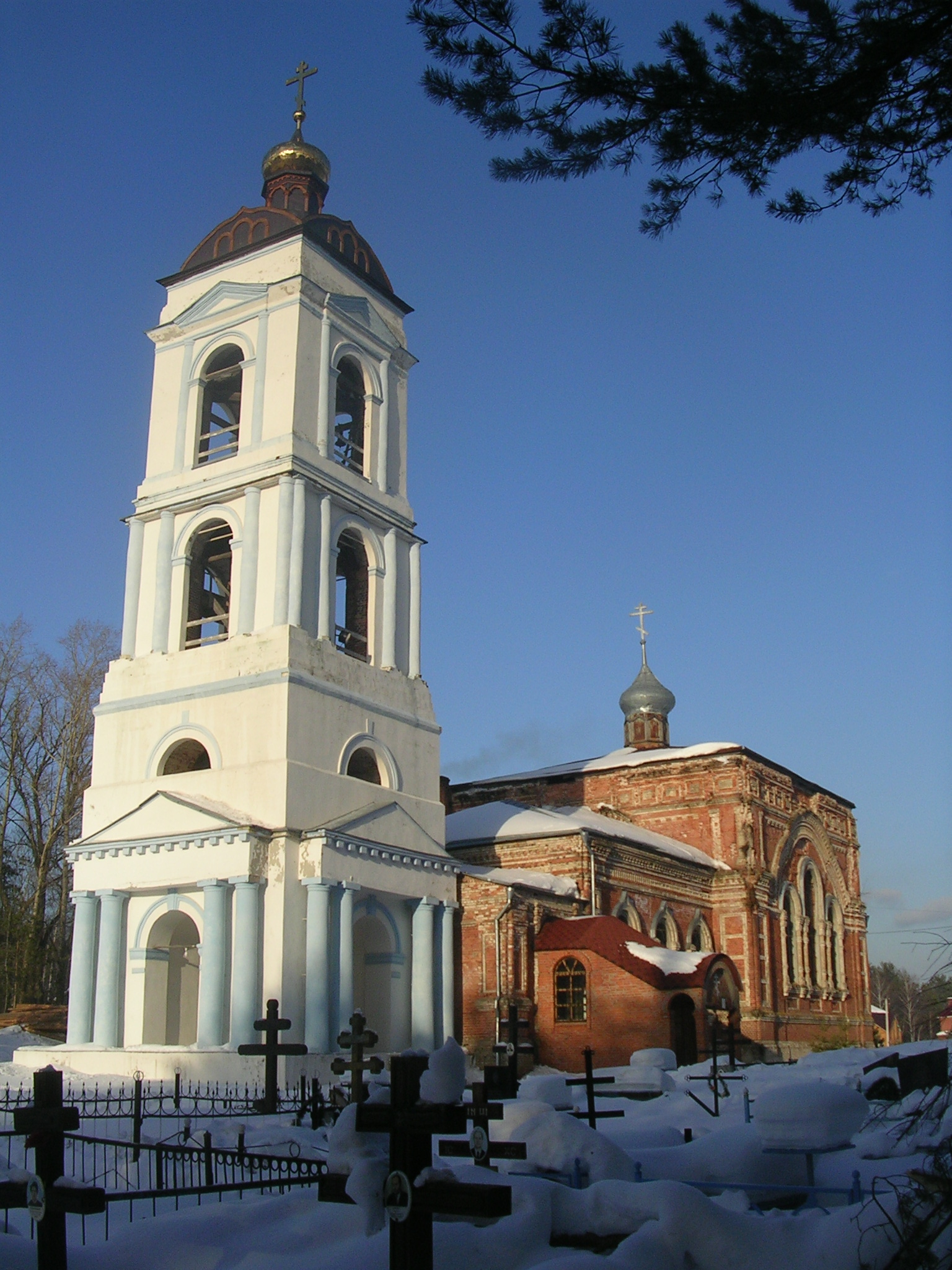
Храм Покрова Богородицы в деревне Яковлево

В 1862 году жители близлежащих деревень испросили разрешение у епархиальной власти перенести из Покровского погоста деревянную церковь. Разрешение было дано, в 1864 году церковь была устроена и освящена, с 1865 года открылся самостоятельный приход. Церковь было пятиглавая в два этажа, престолов в ней два: в верхнем этаже в честь Ахтырской иконы Божьей Матери, в нижнем в честь Покрова Пресвятой Богородицы. В Яковлеве с 1892 года существовала церковно-приходская школа, учащихся в 1895 году было 86. В 1915 году при финансовой поддержке владельца села купца Бахова в Яковлеве был выстроен красивый и большой храм вместимостью 1000 человек. В конце 1930-х годов оба храма были закрыты и разорены. Деревянную церковь разобрали, а каменную превратили в склад, где хранили удобрение. В 1995 году, с помощью общины Иоанно-Богословского храма Ликино-Дулёво, начались восстановительные работы в Покровском храме села Яковлево.
В конце XIX — начале XX века село являлось центром Яковлевской волости Покровского уезда Владимирской губернии.
В 1926 году деревня входила в Яковлевский сельсовет Яковлевской волости Орехово-Зуевского уезда Московской губернии.
До 2006 года Яковлево входило в состав Белавинского сельского округа Орехово-Зуевского района.

## Население
В 1926 году в деревне проживало 501 человек (230 мужчин, 271 женщина).
| 1859 |
| ---- |
| 469  |

| 1926 | 2002 | 2006 | 2010 |
| ---- | ---- | ---- | ---- |
| 501  | ↘95  | ↘78  | ↘70  |

## Достопримечательности
В деревне находится действующая Церковь Покрова Пресвятой Богородицы (1915)